# Lotte (przedsiębiorstwo)
Lotte Group – międzynarodowa konglomeracja założona 28 czerwca 1948 przez koreańskiego przedsiębiorcę Shin Kyuk-ho w Tokio, początkowo pod nazwą Lotte Co., Ltd. Obecnie składa się z Lotte Holdings (Japonia) i Lotte Corporation (kor. 롯데지주, Korea Południowa). Shin rozszerzył 3 kwietnia 1967 działalność Lotte na swój rodzinny kraj, Koreę Południową, zakładając w Seulu spółkę Lotte Confectionery.
Pierwotnie nazywana Lotte Co., Ltd, firma rozwinęła się od sprzedaży gumy do żucia dla dzieci w powojennej Japonii. Lotte Corporation to obecnie jeden z największych czeboli w Korei Południowej.
Lotte Corporation składa się z ponad 90 oddziałów, zatrudniając 60 000 pracowników. Firma prowadzi dodatkową działalność w Chinach, Tajlandii, Malezji, Indonezji, Wietnamie, Kambodży, Uzbekistanie, Indiach, Stanach Zjednoczonych, Wielkiej Brytanii, Kazachstanie, Rosji, Filipinach, Birmie, Pakistanie, Polsce, Australii i Nowej Zelandii.

## Przedsiębiorstwa Grupy Lotte

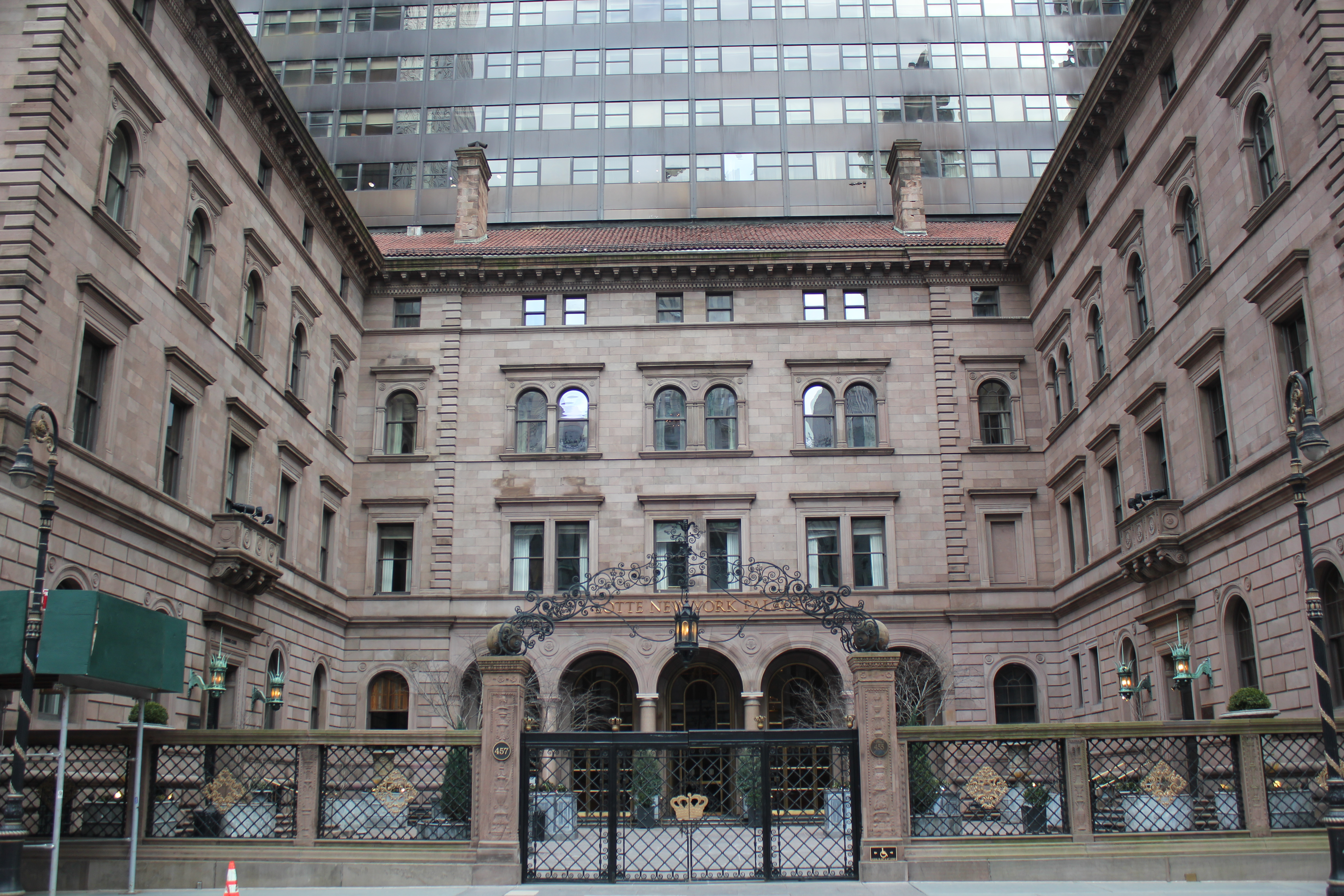
Hotel Lotte New York Palace

Firma jest zaangażowana w branże, takie jak: produkcja słodyczy i napojów, hotelarstwo, turystyka, handel detaliczny, usługi finansowe, chemia przemysłowa, elektronika, IT, budownictwo, wydawnictwa i rozrywka.
- Lotte Holdings
- Lotte Confectionery
- Lotte Chilsung
- Lotte Food
- Lotte-Nestlé
- Lotte GRS
- Lotte Shopping
- Korea Seven
- Lotte Entertainment
- Lotte Trading
- Lotte Chemical
- Lotte Engineering & Construction
- Lotte Aluminium
- Lotte Hotels & resorts
- Lotte World
- Lotte Global Logistics
- Lotte Rental
- Lotte Capital
- Lotte Asset Development
- Lotte Giants
- Lotte Wedel

## Afera korupcyjna z 2017 roku
W dniu 17 kwietnia 2017 r. prezes Shin Dong-bin został oskarżony o przekupstwo. Aby zabezpieczyć umowę bezcłową dla Lotte, Shin przekazał 7 miliardów wonów (6 mln USD) na rzecz organizacji non-profit kontrolowanej przez Choi Soon-sil - przyjaciółke ówcześnie urzędującej prezydent Park Geun-hye. W dniu 13 lutego 2018 r. Shin został ukarany grzywną w wysokości 7 mld wonów (6,12 mln USD) i skazany na 2,5 roku pozbawienia wolności. Został uwięziony natychmiast po ogłoszeniu wyroku.
Po skazaniu Shin ustąpił ze stanowiska dyrektora operacyjnego japońskiego holdingu Lotte Group, ale pozostał w zarządzie.
W październiku 2018 r. sąd apelacyjny uwolnił Shina z więzienia po zaledwie 234 dniach, skazując go na 4 lata w zawieszeniu i anulując grzywnę.
Rok później, w październiku 2019 r., Sąd Najwyższy w Seulu podtrzymał decyzję sądu apelacyjnego, argumentując, że Shin „biernie” dopuścił się przekupstwa i przekazywał darowizne myśląc, że jej brak spowoduje szkody dla grupy Lotte. Sąd apelacyjny również oczyścił go z innych zarzutów defraudacji. Shin miał nakazywać spółkom powiązanym z Lotte wypłacać fałszywe wynagrodzenia niektórym członkom jego rodziny, którzy nigdy nie pracowali dla firm. Sąd zgodził się z jego argumentacją, że decyzje podejmował jego ojciec i założyciel grupy, Shin Kyuk-ho, a on po prostu był posłuszny swojemu ojcu.